# Filip Modelski
Filip Modelski, né le 28 septembre 1992 à Gdynia, est un footballeur international polonais.

## Biographie

### Sa formation
Formé à l'Arka Gdynia depuis l'âge de neuf ans, Filip Modelski est approché en décembre 2007 par West Ham United, Arsenal et Chelsea. Les Blues l'invitent même à un stage, où Modelski joue un match amical avec la réserve contre Portsmouth. Alors que Gdynia, sentant son jeune joueur céder aux avances des clubs anglais, lui offre un contrat professionnel, Modelski choisit de rejoindre l'Angleterre et West Ham en juillet 2008, préférant, malgré les meilleures conditions salariales proposées par les deux grosses équipes londoniennes, « poursuivre son développement dans un club moins célèbre ». Deuxième joueur de l'Arka, après Adam Musiał, à rejoindre la Grande-Bretagne, il est à seulement quinze ans le plus gros transfert du club polonais.
À son arrivée, il intègre l'équipe des moins de dix-huit ans. En janvier 2009, il se blesse assez lourdement au genou, et doit être écarté des terrains plus de six mois. Il fait son retour sur les pelouses le 6 septembre contre Tottenham, et est selon son entraîneur Tony Carr auteur d'une belle performance.

### Devient professionnel à West Ham mais ne perce pas
En juin 2010, sous l'impulsion du nouvel entraîneur Avraham Grant, Filip Modelski passe professionnel, et est même cité dans les médias britanniques pour jouer ses premiers matches de Premier League dès la saison 2010-2011. Cependant, il doit toujours se contenter de l'équipe réserve, et alors que son contrat arrive à expiration, les dirigeants de West Ham ne désirent pas le renouveler.

### Joue au haut niveau en Pologne
Libre de signer où il veut, Filip Modelski choisit de retourner en Pologne et de s'engager avec le GKS Bełchatów. Il y gagne une place de titulaire, dans un club qui lutte pour se maintenir. Le 16 décembre 2011, Modelski fait ses débuts avec la sélection polonaise lors d'une rencontre amicale disputée contre la Bosnie-Herzégovine.
En juin 2012, Modelski part pour le Jagiellonia Białystok, avec lequel il signe un contrat de quatre ans.

## Statistiques
| Saison                | Club                  | Championnat           | Championnat | Championnat | Coupe(s) nationale(s) | Coupe(s) nationale(s) | Pologne | Pologne | Total | Total |
| Saison                | Club                  | Division              | M.          | B.          | M.                    | B.                    | M.      | B.      | M.    | B.    |
| 2011-2012             | GKS Bełchatów         | Ekstraklasa           | 20          | 0           | 1                     | 0                     | 1       | 0       | 22    | 0     |
| 2012-2013             | Jagiellonia Białystok | Ekstraklasa           | 10          | 0           | 1                     | 0                     | 0       | 0       | 11    | 0     |
| Total sur la carrière | Total sur la carrière | Total sur la carrière | 30          | 0           | 2                     | 0                     | 1       | 0       | 33    | 0     |